# Пливање за Богојављенски крст
Пливање за Богојављенски крст је традиција која се годинама одржава 19. јануара када се обележава празник Богојављење односно слави се дан крштења Исуса Христа у реци Јордан. Пливање за Богојављенски крст уписано је у Национални регистар нематеријалног културног наслеђа Србије 14. јануара 2024. године.

## Богојављење
Богојављење је један од већих и значајнијих празника, који православна црква назива празником Просвећења и духовног озарења, јер је Христос својим крштењем просветлио и открио огреховљену човекову душу. На овај дан врши се освећење воде на извору испред цркве, на реци или језеру, а такође се и крст потапа у воду и призива Свети дух.
Протојереј Бобан Стојковић, професор Богословије у Нишу и аутор књиге „Црквени празници – освећење времена“ истиче важност чина крштења и самог празника: „Назван је Богојављењем на основу библијског сведочења које је записао Свети апостол Павле – и заиста је велика тајна побожности: Бог се јави у телу, оправдава се у Духу, показа се анђелима, проповеди се многобошцима, верова се у свему, вазнесе се у слави.“
Богојављење се обележава 19. јануара и то је фиксни празник, односно не мења се из године у годину. Тога дана се завршавају "некрштени дани", када се не врши обред крштења, јер ни Исус Христос није био крштен.

## Пливање за Богојављенски крст
Многи храбри и одважни православни верници Богојављење обележавају традиционалним пливањем за Часни крст у већини православних земаља.
Верује се да улазак у воду доноси добро здравље и спира грехе, као и да сва вода на Богојављење постаје света. Неки верују да ледена вода може да има позитиван утицај на тело.
Код Срба је обновљен обичај да се у реку баци Часни крст, а младићи се такмиче да до њега стигну и први га ухвате. Крст, оном ко први доплива до њега, доноси срећу током целе године. Међу њима највише је припадника јачег пола, мада је у протеклим годинама све већи одзив и девојака које желе да се надмећу, а неретко се дешава да нека од њих однесе и победу.
Овим чином верници који се надмећу показују свој витешки подвиг. Овај празник симболизује саборност, јединство у вери и ширење мира и љубави које је и Исус слао и отпочео мисију успостављања хришћанства, вере која нас уједињује.
Услови за пливаче су: да су постили Божићни пост, да приступе православним духом мере и љубави, а не такмичарски и да су прошли лекарски преглед.
Један од основних циљева овог догађаја јесте да се поврати истински дух и саборни значај манифестације који се изгубио у надметању пливача. Пливање не треба да има такмичарски карактер, већ треба да се огледа у чину да сви уједињени у вери симболично изнесу крст из воде.

## Упис у Национални регистар нематеријалног културног наслеђа Србије
Пливање за Богојављенски крст уписано је у Национални регистар нематеријалног културног наслеђа Србије 14. јануара 2024. године одлуком о упису Националног комитета на састанку од 21. децембра 2023. године, а на основу закључака Комисије за оцену предлога за упис у Национални регистар нематеријалног културног наслеђа, која делује у Етнографском музеју у Београду. Предлагач за упис био је Народни музеј Чачак.
Пливање за Богојављенски крст – обичај пливања на отвореним водама, у рекама и језерима, на празник којим се обележава дан Христовог крштења, уписано је као елемент „живог наслеђа“ из домена друштвених обичаја и пракси. Обичајна пракса обухвата пливање у раним јутрањим сатима, најчешће у рекама, како би се допливало до крста који се налази у води. Крст се, по правилу, поставља на удаљености од 33 метра што симболизује године Христовог живота. Веровало се да ће онај ко се окупа у хладној реци бити здрав и напредан током године.

## Пливање за Часни крст 2024. године
Пливање за Часни крст одржано је на Сава променади, и још на најмање још шест локација у Београду: Земун, Ада Циганлија, Бечмен, Забрежје, Очага и Гроцка.
Јубиларно 20 пливање за часни Богојављенски крст у Чачку одржано је на Западној Морави. Традиција пливања за Богојављенски крст на Западној Морави обновљена је пре 20 година. На почетку  деоницу дугу 33 метра препливала су само два такмичара. Сваке године број учесника се повећавао да би достигао цифру од 184.
Као и у многим крајевима Србије, на Богојављење, се пливало у више река и језера Златиборског округа, као и у Ђетињи, у самом центру Ужица.
Богојављенско пливање за Часни крст у Осечини по први пут организовано је 2024. године, на базенима Спортског центра Осечина.
Новосађани су за Часни крст пливали у Сремској Каменици, а прва је до крста допливала Марија Станић (20), другу годину заредом.